# Breckin Meyer
Breckin Erin Meyer (Minneapolis, 1974. május 7. –) amerikai színész, zenész, forgatókönyvíró és producer.
Ismert alakításai voltak olyan vígjátékokban, mint a Spinédzserek (1995), a Cool túra (2000) és az Üldözési mánia (2001). Jon Arbuckle szerepében feltűnt a Garfield (2004) és a Garfield 2. (2006) filmekben. 
Hangját kölcsönözte a Texas királyai (2000–2010) és a Robotcsirke (2005–) című animációs sorozatokban. 2001 és 2014 között a Franklin és Bash című vígjáték-drámasorozat főszereplője volt. A 2012-től 2014-ig futó Négy férfi, egy eset című szituációs komédiát megalkotóként, forgatókönyvíróként és vezető producerként is jegyzi.

## Filmográfia

### Film
| Év   | Magyar cím                                                   | Eredeti cím                        | Szerep                           | Magyar hang     |
| ---- | ------------------------------------------------------------ | ---------------------------------- | -------------------------------- | --------------- |
| 1991 | Rémálom az Elm utcában 6. – Freddy halála: Az utolsó rémálom | Freddy's Dead: The Final Nightmare | Spencer Lewis                    | Hamvas Dániel   |
| 1995 | Spinédzserek                                                 | Clueless                           | Travis Birkenstock               | Széles László   |
| 1995 | Életveszélyes                                                | Payback                            | Jim fia                          | Petrik Péter    |
| 1996 | Bűvölet                                                      | The Craft                          | Mitt                             | Molnár Levente  |
| 1996 | Menekülés Los Angelesből                                     | Escape from L.A.                   | szörfös                          |                 |
| 1997 | Harc a másodpercekért                                        | Prefontaine                        | Pat Tyson                        | Kálid Artúr     |
| 1997 |                                                              | Touch                              | Greg Czarnicki                   |                 |
| 1998 | A semmi közepén                                              | Dancer, Texas Pop. 81              | Keller Coleman                   | Tímár Andor     |
| 1998 | Buli az élet                                                 | Can't Hardly Wait                  | Walter (stáblistán nem szerepel) | Pálmai Szabolcs |
| 1998 | 54                                                           | 54                                 | Greg Randazzo                    | Hamvas Dániel   |
| 1998 | 54                                                           | 54                                 | Greg Randazzo                    | Pálmai Szabolcs |
| 1999 | Nyomás!                                                      | Go                                 | Tiny                             | Rácz Attila     |
| 1999 | A bennfentes                                                 | The Insider                        | Sharon fia                       |                 |
| 1999 | Őrült tempóban                                               | Tail Lights Fade                   | Cole                             |                 |
| 2000 | Cool túra                                                    | Road Trip                          | Josh Parker                      | Markovics Tamás |
| 2001 | Josie és a vadmacskák                                        | Josie and the Pussycats            | Marco                            |                 |
| 2001 | Üldözési mánia                                               | Rat Race                           | Nick Schaffer                    | Németh Kristóf  |
| 2001 | Kate és Leopold                                              | Kate & Leopold                     | Charlie McKay                    | Csőre Gábor     |
| 2002 | Pinokkió                                                     | Pinocchio                          | Pinokkió (angol hangja)          |                 |
| 2004 | Garfield                                                     | Garfield: The Movie                | Jon Arbuckle                     | Hevér Gábor     |
| 2004 | A támadás                                                    | Blast                              | Jamal                            |                 |
| 2005 | Kicsi kocsi – Tele a tank                                    | Herbie: Fully Loaded               | Ray Peyton Jr.                   | Bartucz Attila  |
| 2005 | Újra a pályán                                                | Rebound                            | Tim Fink                         | Molnár Levente  |
| 2006 | A kávézó                                                     | Caffeine                           | Dylan                            | Hamvas Dániel   |
| 2006 | Garfield 2.                                                  | Garfield: A Tail of Two Kitties    | Jon Arbuckle                     | Hevér Gábor     |
| 2006 |                                                              | Ted's MBA (Corporate Affairs)      | Ted Meyers                       |                 |
| 2007 | Irány Kanada!                                                | Blue State                         | John Logue                       |                 |
| 2008 |                                                              | Stag Night                         | Tony                             |                 |
| 2009 | Excsajok szelleme                                            | Ghosts of Girlfriends Past         | Paul Mead                        | Kovács Lehel    |
| 2009 | Műkedvelő műkincsrablók                                      | The Maiden Heist                   | éhező művész                     | Hegedűs Miklós  |
| 2013 |                                                              | 3 Geezers!                         | Breckin                          |                 |
| 2013 |                                                              | I Know That Voice (dokumentumfilm) | önmaga                           |                 |
| 2019 |                                                              | Changeland                         | Dan                              |                 |
| 2020 | Nemterhes                                                    | Unpregnant                         | Mark                             |                 |

### Televízió
| Év        | Magyar cím                 | Eredeti cím                                             | Szerep                                | Megjegyzések                                               |
| --------- | -------------------------- | ------------------------------------------------------- | ------------------------------------- | ---------------------------------------------------------- |
| 1983      |                            | Child's Play                                            | önmaga                                | vetélkedő résztvevője                                      |
| 1986      |                            | Potato Head Kids                                        | Spud (hangja)                         | 23 epizód                                                  |
| 1988      |                            | The Wonder Years                                        | Gary Cosey                            | 1 epizód                                                   |
| 1989      |                            | Chicken Soup                                            | Glen                                  | 1 epizód                                                   |
| 1990      |                            | L.A. Law                                                | Brian Campbell                        | 1 epizód                                                   |
| 1990      | Hogyan töltöttem a nyaram  | Camp Cucamonga                                          | Cody                                  | tévéfilm                                                   |
| 1992–1993 |                            | The Jackie Thomas Show                                  | Chas Walker                           | 18 epizód                                                  |
| 1993      |                            | CBS Schoolbreak Special                                 | Eddie                                 | 1 epizód                                                   |
| 1995–1996 |                            | The Home Court                                          | Mike Solomon                          | 20 epizód                                                  |
| 1996      | Spinédzserek               | Clueless                                                | Harrison                              | 1 epizód                                                   |
| 1996      | Ötösfogat                  | Party of Five                                           | Alec Brody                            | 1 epizód                                                   |
| 2000–2010 | Texas királyai             | King of the Hill                                        | Joseph Gribble (hangja)               | 62 epizód                                                  |
| 2001–2002 |                            | Inside Schwartz                                         | Adam Schwartz                         | főszereplő (13 epizód)                                     |
| 2002      | Kim Possible               | Kim Possible                                            | Josh Mankey (hangja)                  | 1 epizód                                                   |
| 2003      |                            | Coupling                                                | Jeff Clancy                           | 1 epizód                                                   |
| 2003–2004 |                            | Married to the Kellys                                   | Tom Wagner                            | főszereplő (22 epizód)                                     |
| 2005–     | Robotcsirke                | Robot Chicken                                           | több szereplő hangja                  | forgatókönyvíró                                            |
| 2007      |                            | Robot Chicken: Star Wars                                | Boba Fett / Ackbar admirális (hangja) | különkiadás (forgatókönyvíró)                              |
| 2008      | Doktor House               | House                                                   | Brandon                               | 1 epizód                                                   |
| 2008      |                            | Robot Chicken: Star Wars Episode II                     | Boba Fett / Ackbar admirális (hangja) | különkiadás (forgatókönyvíró)                              |
| 2008      | Hősök                      | Heroes                                                  | Frack                                 | 2 epizód                                                   |
| 2009      | Partiszerviz színész módra | Party Down                                              | Michael                               | 1 epizód                                                   |
| 2009      |                            | Titan Maximum                                           | Commander Palmer (hangja)             | 9 epizód                                                   |
| 2010      |                            | Robot Chicken: Star Wars Episode III                    | Boba Fett / Ackbar admirális (hangja) | különkiadás (forgatókönyvíró)                              |
| 2011      |                            | Mad                                                     | több szereplő hangja                  | 1 epizód                                                   |
| 2011–2014 | Franklin és Bash           | Franklin & Bash                                         | Jared Franklin                        | - főszereplő (40 epizód) - forgatókönyvíró (2 epizód)      |
| 2012–2014 | Négy férfi, egy eset       | Men at Work                                             | nem szerepel                          | - sorozat megalkotója - forgatókönyvíró és vezető producer |
| 2012      |                            | Robot Chicken DC Comics Special                         | Superman / Mirror Master (hangja)     | különkiadás (forgatókönyvíró)                              |
| 2014      |                            | Robot Chicken DC Comics Special 2: Villains in Paradise | Superman / Bizarro (hangja)           | különkiadás (forgatókönyvíró)                              |
| 2015      |                            | Robot Chicken DC Comics Special III: Magical Friendship | Superman / Plastic Man (hangja)       | különkiadás (forgatókönyvíró)                              |
| 2015–2017 |                            | SuperMansion                                            | Courtney / Ringler / egyéb hangok     | 11 epizód                                                  |
| 2016      | Második esély              | Second Chance                                           | Wally Luskin                          | 1 epizód                                                   |
| 2016      | Family Guy                 | Family Guy                                              | S&M férfi (hangja)                    | 1 epizód                                                   |
| 2018      | A kijelölt túlélő          | Designated Survivor                                     | Trey Kirkman                          | 6 epizód                                                   |
| 2019      | Az igazság játszmája       | The Fix                                                 | Charlie West                          | - 10 epizód - magyar hangja: - Pál Tamás                   |
| 2020      | Amerikai fater             | American Dad!                                           | önmaga                                | 1 epizód                                                   |
| 2020      |                            | Crossing Swords                                         | Glenn (hangja)                        | 4 epizód                                                   |

## Fordítás
- Ez a szócikk részben vagy egészben  a   Breckin Meyer című angol Wikipédia-szócikk fordításán alapul.  Az eredeti cikk szerkesztőit annak laptörténete sorolja fel. Ez a jelzés csupán a megfogalmazás eredetét és a szerzői jogokat jelzi, nem szolgál a cikkben szereplő információk forrásmegjelöléseként.